# Willow Rosenberg
Pour les articles homonymes, voir Rosenberg.
Willow Rosenberg est un personnage fictif de la série télévisée Buffy contre les vampires interprété par Alyson Hannigan. C'est l'un des personnages principaux de la série, étant la seule avec sa meilleure amie Buffy Summers, l'héroïne, à être présente à l'écran dans tous les épisodes de la série. D'abord présentée comme une lycéenne brillante mais peu sûre d'elle, son personnage quitte peu à peu le rôle de faire-valoir de Buffy pour devenir une sorcière d'une grande puissance. Sa dépendance à la magie devient l'un des arcs narratifs principaux de la saison 6 de la série à la fin de laquelle, consumée par la colère et la peine, elle devient la méchante principale avant d'entamer sa rédemption lors de la saison 7.
Willow est l'un des personnages les plus populaires auprès du public et c'est également l'un de ceux qui ont le plus évolué tout au long de la série, passant d'un rôle de lycéenne nerd à celui d'une jeune femme complexe luttant pour maîtriser ses puissants pouvoirs magiques tout en découvrant et en affirmant son homosexualité. Le couple qu'elle a formé à l'écran avec Tara Maclay a été le premier couple lesbien de la télévision américaine et a donné l'image de l'une des relations romantiques les plus positives de la série. Willow est également apparue dans quelques épisodes de la série télévisée Angel et elle continue à faire partie des personnages principaux des séries de comics qui prolongent la série télévisée.

## Biographie fictive
Willow est née en 1981 à Sunnydale et a pour parents Ira et Sheila Rosenberg, des juifs pratiquants. Sa mère est très peu présente, dans la vie de Willow comme à l'écran (on ne la voit que dans l'épisode Intolérance, où elle est présentée comme une intellectuelle incapable de communiquer avec sa fille). Quant à son père, elle ne l'évoque qu'une fois dans la série. Elle connait Alex depuis la maternelle, et elle en est secrètement amoureuse. Elle est par ailleurs une élève modèle, extrêmement douée pour la plupart des matières, notamment l'informatique, qui la passionne. Tout comme Alex, elle est très peu populaire au lycée, contrairement à d'autres personnages tels que Cordelia Chase et ses « Cordettes ».

### Buffy contre les vampires

#### Saison 1
Willow, lycéenne brillante mais introvertie, devient l'amie de Buffy Summers, qui lui sauve la vie face à un vampire dès le premier épisode. Leur rencontre ne contribue pas à sa popularité et son rôle se limite à aider Giles dans ses recherches, notamment grâce à ses compétences en informatique, et en hacking. En outre, Alex n'a d'yeux que pour Buffy, ce qui l'attriste. Elle tombe brièvement amoureuse de Moloch, un ancien démon qu'elle prend pour un garçon normal, et qu'elle a rencontré sur internet (Moloch). Willow est souvent placée dans des situations difficiles dans les premiers épisodes de la série car Joss Whedon trouvait qu'Alyson Hannigan exprimait particulièrement bien la peur.

#### Saison 2
Willow semble abandonner l'idée d'une relation avec Alex, pourtant possible (La Métamorphose de Buffy). Elle commence lentement à devenir une jeune femme, cessant notamment de s'habiller avec les vêtements de sa mère, à s'assumer et à prendre confiance en elle. Elle entame une relation avec Oz, bien qu'elle sache qu'il est un loup-garou, devenant sa petite amie à partir de l'épisode Pleine Lune. Très affectée par la mort de Jenny Calendar, son professeur d'informatique, elle reprend ses recherches en matière de sorcellerie et, dans le dernier épisode, Acathla, elle prend ses responsabilités et choisit de réciter une formule magique, la première d'une longue série, afin de restituer son âme à Angel. Le sortilège réussit mais trop tard.

#### Saison 3
Willow combat les vampires avec ses amis à la place de la Tueuse qui n'est pas là (Anne). Elle s'affirme un peu plus encore et n'hésite pas à faire des reproches à Buffy quand elle revient (Le Masque de Cordolfo). Elle s'intéresse désormais à la magie et est une sorcière débutante. Si sa relation avec Oz s'est consolidée, elle a, à nouveau, une brève attirance partagée avec son amour d'enfance, Alex, lui-même en relation avec Cordelia. Oz et Cordelia les surprennent en train de s'embrasser alors que Spike les a tous deux enlevés dans l'épisode Amours contrariés. Oz lui pardonne néanmoins cet écart et va même jusqu'à refuser les avances explicites d'une Willow coupable mais tout sauf prête (Le Soleil de Noël). Elle manque de mourir sur un bûcher avec Buffy et Amy (Intolérance) à la suite d'un procès en sorcellerie, et recueille Amy transformée en rat. Enfin, elle a un double vampirique venant d'un univers parallèle, que l'on voit deux fois dans la série, dans Meilleurs Vœux de Cordelia et dans Les Deux Visages. Ce double vampirique de Willow est adepte du sado-masochisme et bisexuelle. Lors du double épisode final, La Cérémonie, Willow et Oz finissent par faire l'amour, alors que se prépare l'ascension du maire.

#### Saison 4
Willow entre à l'université de Sunnydale pour rester aux côtés de Buffy bien qu'elle ait été acceptée dans des établissements plus prestigieux ; pourtant, ses relations avec Buffy et Alex deviennent plus difficiles. Elle devient de plus en plus puissante en tant que sorcière. Oz a des relations sexuelles avec Veruca, un autre loup-garou, sous leur forme lycanthropique (Cœur de loup-garou). Oz quitte la ville après leur rupture, et Willow, le cœur brisé, fait des choses inconsidérées (dans Le Mariage de Buffy, elle jette un sort afin que ses vœux se réalisent, mais qui tourne au désastre : Buffy veut se marier avec Spike, Giles devient aveugle et Alex est poursuivi par des démones). Sa peine est même entendue par D'Hoffryn qui lui propose de devenir un démon vengeur comme Anya l'était. Sa rencontre avec une autre sorcière, Tara (Un silence de mort) marque un tournant décisif dans sa vie, puisque Willow tombe peu à peu, et inconsciemment au début, amoureuse d'elle. Elles nouent une relation très intime et complice, centrée autour de la magie. Mais le retour inattendu d'Oz oblige Willow à faire un choix entre eux deux et à dévoiler ses sentiments pour Tara au grand jour (Un amour de pleine lune). Elle promet néanmoins à Oz qu'ils se retrouveront dans le futur. Willow est encore une fois au centre de la réussite de la mission de Buffy : en réalisant le sort d'Union, elle permet à la Tueuse d'emprunter le pouvoir de ses amis et de vaincre Adam dans l'épisode Phase finale.

#### Saison 5
Willow est désormais une sorcière confirmée. Toujours amoureuse de Tara, elle la protège contre sa famille (Les Liens du sang). On assiste à leur premier baiser à l'écran dans l'épisode Orphelines, presque un an après la révélation de leur relation. On voit aussi que Willow est en fréquent conflit avec Anya à cause de leurs caractères très différents et de leur place importante dans la vie d'Alex, Anya voyant en Willow une rivale (épisode Triangle). Mais, à la suite de sa première dispute sérieuse avec Willow, Tara devient la victime de Gloria (Magie noire) qui fait d'elle une attardée mentale, ce qui provoque le basculement émotionnel de Willow. Folle de rage, elle absorbe toute l'énergie d'un manuel de magie noire et décide de s'attaquer toute seule à Gloria. Elle parvient à blesser la déesse mais manque de se faire tuer, étant sauvée de justesse par Buffy. Gloria les retrouve dans la chambre de Tara et Willow la ralentit grâce à ses pouvoirs. Plus tard, Buffy annonce au Scooby-gang qu'ils doivent quitter la ville, et, lorsqu'ils se font attaquer par des soldats d'un ordre très ancien, les Chevaliers de Byzantium, Willow utilise une formule magique qui fournit une protection très puissante au groupe (épisode La Spirale). Finalement, Tara récupère sa santé mentale grâce à Willow, qui montre pour l'occasion ses pouvoirs de télépathe, mais, la même nuit, Buffy se sacrifie pour sauver le monde (L'Apocalypse).

#### Saison 6
Willow emménage avec Tara chez les Summers pour s'occuper de Dawn et prend la tête du Scooby-gang après la mort de Buffy. Elle ressuscite son amie à l'occasion d'un rituel magique très éprouvant (Chaos). Cela lui vaut de lourdes remontrances de la part de Giles qui juge le sort trop risqué (La Tête sous l'eau). Son utilisation de la magie est quotidienne et jugée excessive par Tara, qui se dispute violemment avec elle (Baiser mortel). Tara lui donne une dernière chance mais Willow aggrave son cas en voulant lui faire oublier l'incident par une formule qui tourne mal (Tabula Rasa), et Tara rompt le soir même. Willow réussit à rendre forme humaine à Amy, une amie sorcière expérimentée, et elle s'enfonce davantage dans sa dépendance à la magie (Écarts de conduite). Amy l'emmène chez un sorcier, Rack, qui la rend encore plus accro et elle ne prend conscience de son état que lorsqu'elle met Dawn en danger (Dépendance). Commence alors pour elle une longue et difficile cure de désintoxication au cours de laquelle elle rompt ses liens d'amitié avec Amy (Fast food). Finalement, Tara se réconcilie peu à peu avec Willow et elles finissent par reprendre leur relation (Entropie) mais Tara meurt d'une balle perdue tirée par Warren le lendemain même (Rouge passion). Willow devient alors ivre de vengeance, et replonge dans sa dépendance à la magie, notamment la magie noire. Elle se lance à la poursuite de Warren qu'elle finit par écorcher vif (Les Foudres de la vengeance). Ne pouvant plus s'arrêter, elle continue sur sa lancée en prenant pour cible les deux autres membres du Trio, mais Buffy et Alex se mettent sur son chemin. Sa folie destructrice est ralentie par le retour in extremis de Giles, qui la provoque en duel magique (Toute la peine du monde) et lui redonne une part d'humanité en se laissant volontairement absorber ses pouvoirs d'emprunt. Alex réussit alors à toucher la fibre sensible de Willow, lorsque celle-ci veut détruire le monde pour mettre fin à la souffrance qui y règne. Arrêtée par la déclaration d'amour d'Alex, elle s'écroule à bout de forces et en larmes dans ses bras.

#### Saison 7
Willow suit une nouvelle cure en Angleterre auprès de Giles au sein d'une confrérie de sorcières afin qu'elle apprenne à vivre avec ce qu'elle a fait et à contrôler ses pouvoirs (Rédemption). Elle revient ensuite à Sunnydale (Vice versa) mais, ayant désormais peur de ce qu'elle est capable de faire, évite au maximum d'utiliser la magie. Elle est abordée par Kennedy, une Tueuse Potentielle, avec qui elle partage un baiser avant de prendre l'apparence de Warren à cause de sa culpabilité (elle considère avoir « tué Tara une seconde fois » en l'oubliant une seconde), mais elle finit par accepter de passer à autre chose et entame une relation avec elle (Duel). Dans l'épisode, Contre-attaque, Willow et Kennedy partagent la première scène de sexe entre lesbiennes dans une série télévisée sur une chaîne de télévision non-câblée. Quand Buffy récupère la faux magique, elle a besoin des pouvoirs de Willow pour réveiller la tueuse qui sommeille en chaque Potentielle. Willow finit par accepter en dépit du risque et de la puissance du sort prévu. Dans le dernier épisode de la série, elle devient ainsi l'arme la plus puissante de Buffy, changeant les règles du jeu en donnant les pouvoirs de tueuses à des centaines de filles à travers le monde. A la fin de la série, elle est en couple avec Kennedy. (La Fin des temps, partie 2).

### Angel
En dehors de Buffy contre les vampires, le personnage fait quelques apparitions dans la série dérivée Angel. Dans Amie ou ennemie, elle révèle à Cordelia, qui vient de lui téléphoner, qu'Harmony est devenue une vampire. Dans Fin de règne, le dernier épisode de la saison 2, elle rend visite à Angel pour lui annoncer la mort de Buffy, survenue dans L'Apocalypse. Enfin, elle joue un rôle majeur dans l'épisode Orphée, où elle effectue le sortilège restaurant l'âme d'Angel, puis convie Faith à venir avec elle à Sunnydale pour combattre la Force.

### Comics
Dans les comics de Buffy contre les vampires, Saison huit, Willow démontre que ses pouvoirs sont de plus en plus puissants, en étant notamment capable de voler et d'absorber les pouvoirs magiques d'autres personnes. Elle poursuit sa relation avec Kennedy mais devient de plus en plus intime avec Aluwyn, un démon mi-femme mi-serpent qui l'aide à explorer son potentiel dans le one-shot Willow: Goddesses and Monsters. Elle continue également sa lutte contre les forces de la magie noire qui cherchent à la mettre en opposition avec Buffy, découvre qu'Amy a sauvé Warren de la mort et les affronte tous les deux, et retrouve Oz, qui vit désormais au Tibet. Dans le dernier volume, Buffy détruit un objet qui est la source de toute magie dans le monde, ce qui prive Willow de ses pouvoirs. Sous le choc, elle rompt avec Kennedy.
La suite des comics, intitulée Buffy contre les vampires, Saison neuf a été publiée à partir de septembre 2011. Joss Whedon a révélé que récupérer ses pouvoirs va désormais être l'obsession de Willow, dans une mini-série nommée Willow: Wonderland qui a été publiée à partir novembre 2012. Willow réalise que la faux magique de Buffy, qui a conservé ses pouvoirs, est la clé de la restauration de la magie. Avec l'aide de la Faux et de Connor, elle ouvre un portail vers la dimension de Quor-Toth où elle peut avoir accès à la magie. À l'issue d'une quête à travers les dimensions relatée dans Willow: Wonderland, Willow retrouve définitivement ses pouvoirs et retourne sur Terre. Elle part pour le Puits sépulcral en compagnie de Buffy et d'Alex afin d'y trouver la magie susceptible de sauver Dawn qui est mourante. Willow y crée une nouvelle graine de la magie et persuade Severin, le méchant de la saison, d'y transférer son énergie pour l'activer immédiatement. À son retour à San Francisco, Willow soigne Dawn.

## Concept et création

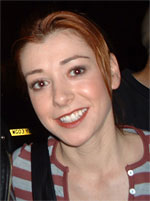
Le sourire timide d'Alyson Hannigan a été un élément essentiel jouant en sa faveur lors du casting.

Lorsque Joss Whedon, créateur de Buffy contre les vampires, présente le pilote de la série (jamais diffusé) aux producteurs, c'est l'actrice Riff Regan qui interprète Willow Rosenberg. Mais sa prestation n'est pas jugée convaincante et un nouveau casting est organisé afin de trouver une actrice pouvant interpréter et faire apprécier un personnage dont les traits principaux, timidité et manque de confiance en soi, sont à l'opposé de ceux que l'on demande habituellement aux acteurs. Alyson Hannigan est finalement choisie après avoir passé sept auditions, notamment pour sa capacité à jouer avec un sourire effacé les lignes les plus tristes de son texte. Lors de la dernière audition, alors qu'il ne reste plus en compétition qu'une actrice néo-zélandaise et elle, Alyson Hannigan n'arrive pas à prononcer correctement des termes liés à l'informatique. Elle est alors convaincue qu'elle n'aura pas le rôle mais celui-ci lui est quand même attribué en raison de sa meilleure alchimie avec Sarah Michelle Gellar et Nicholas Brendon.
Au début de la série, Alyson Hannigan tire parti de sa propre expérience du lycée, qu'elle décrit comme « profondément déprimante », pour guider son interprétation. Joss Whedon tient à ce que le côté introverti de Willow soit joué de la façon la plus réaliste possible, commentant à ce sujet : « Je voulais que Willow ait cette sorte de vie intérieure follement pittoresque qu'ont les gens réellement timides. Et Alyson avait cela. Elle avait vraiment cette bizarrerie que je trouve inquiétante dans sa façon de parler, ce qui était formidable. De façon générale, tous mes acteurs sont conformes à la manière dont j'ai écrit leur personnage, mais c'est particulièrement vrai dans le cas de Willow ». Le personnage devient très vite l'un des plus populaires de la série, phénomène qu'Alyson Hannigan explique en affirmant que « Willow est le personnage qui est le plus basé sur la réalité. Elle est semblable à beaucoup de lycéens avec sa maladresse, sa timidité et sa sensibilité adolescente ». L'auteur Ian Shuttleworth estime que l'interprétation d'Alyson Hannigan est la principale raison de la popularité de son personnage : « Hannigan est capable de jouer avec les cordes sensibles du public comme une harpiste avec son instrument. Son interprétation est parfaite, en particulier lors des scènes où il s'agit de mettre à nu ses émotions ».

## Caractérisation

### Une double identité: Willow en lutte contre elle-même
Willow est présentée depuis le début de la série télévisée comme un personnage tout en contrastes. Rationnelle, naïve et distraite, elle se montre aussi ouverte à la magie, agressive d'une façon puérile et concentrée sur ses objectifs. Elle est en perpétuelle évolution, plus que tout autre personnage de la série, mais est toutefois régulièrement présentée comme quelqu'un de sérieux, sur qui on peut compter, la faisant apparaître comme stable aux yeux du public. En dépit des responsabilités qu'elle accepte et des tâches dans lesquelles elle excelle, elle est hésitante à propos de son identité, comme cela apparaît particulièrement dans l'épisode Cauchemar, où son rêve montre toute son anxiété sur la façon dont elle est vue par les autres mais aussi sa crainte d'être mise à nu ou ignorée,. Toujours dans ce rêve, les lignes de l'Hymne à Aphrodite de Sappho qu'elle écrit sur le dos de Tara, « Je t'en conjure maîtresse, n'accable point mon âme sous le poids des chagrins et de la douleur », laisse présager son futur conflit entre son amour pour Tara et son addiction à la magie. On observe également les doutes de Willow concernant son identité lors des deux épisodes (Meilleurs Vœux de Cordelia et Les Deux Visages) où apparaît son double vampirique. Celle-ci est capricieuse et agressive et son comportement, ainsi que l’ambiguïté au niveau de ses orientations sexuelles, est un indicateur de la personnalité de Willow, qui se sent étrangement liée à son double et n'a pas le cœur de laisser Buffy la tuer.
Pour Lorna Jowett, Willow est passée d'une forme de pouvoir codé comme masculin, à savoir les sciences et notamment l'informatique, à un pouvoir beaucoup plus féminin, la sorcellerie. Elle voit donc la manière dont Willow utilise son pouvoir comme une métaphore des problèmes du personnage à concilier sa féminité avec son indépendance. Willow a longtemps sacrifié ses propres aspirations au profit de celles de ses amis mais elle abandonne progressivement cette attitude pour devenir plus indépendante et se faire plaisir. Elle fait alors des choix lui permettant d'acquérir du pouvoir ou des connaissances et d'éviter les conflits émotionnels. Quand Buffy n'est pas là, Willow prend la direction des opérations et ses pouvoirs grandissants font qu'elle éprouve parfois du ressentiment de n'être vue que comme la sous-fifre de Buffy, Rhonda Wilcox la comparant à Faith sur ce point. Elle manifeste aussi une tendance à la compétition et accuse d'être jaloux ses amis qui s'inquiètent de son utilisation abusive de la magie. À la suite de sa rupture avec Tara, elle confie à Buffy qu'elle ne sait pas qui elle est et doute d'être appréciée sans la magie. Jacqueline Lichtenberg écrit à ce propos que « Willow n'est pas dépendante à la magie. Willow est dépendante à l'espoir qu'elle entretient que ses actions finiront par apaiser sa douleur intérieure ».
Après la mort de Tara, Willow craque psychologiquement et change radicalement d'identité, mais aussi physiquement, pour devenir « Dark Willow », jeune femme implacable et obsédée par la vengeance qui adopte une posture « agressive et sûre d'elle ». Susan Driver, dans son livre sur le lesbianisme dans la culture populaire, met l'accent sur le fait que « jamais encore une série destinée aux adolescents n'avait exploré de façon si précise la fureur, et cela à travers une jeune lesbienne réagissant à la mort brutale de l'être aimé ». Stephanie Zacharek, de Salon.com, estime que Willow vole totalement la vedette à Buffy à la fin de la saison 6 et réussit l'exploit de faire sympathiser le téléspectateur à sa cause meurtrière malgré « l'une des scènes de torture les plus longues jamais montrées à la télévision ». Plusieurs auteurs d'études sur Buffy contre les vampires ont noté que cette transformation de Willow en « Dark Willow », qu'on avait déjà pu entrevoir dans l'épisode Magie noire lors de la saison 5, était inévitable car elle prend ses racines dans la haine de soi qui couve chez Willow depuis le début de la série et qui est provoquée par son manque d'assurance et les sacrifices qu'elle a fait pour ses amis,. Redevenue elle-même, Willow doit désormais lutter pour pouvoir pratiquer la magie sans être contrôlée par la noirceur qui l'accompagne. Son côté « Dark Willow » a tendance à ressortir dans les moments les plus émotionnels et prend parfois fugacement le dessus, lui donnant ainsi une caractéristique commune avec Angel, vampire maudit qui craint continuellement de redevenir maléfique en perdant à nouveau son âme. À côté de cela, et pour marquer sa rédemption, quand Willow lance le sort qui transforme toutes les Tueuses potentielles en Tueuses de vampires, elle se met à rayonner et ses cheveux deviennent blancs, ce qui incite Kennedy à la qualifier de « déesse ». Pour Richardson et Rabb, l'exemple d'Oz, qui doit vivre avec un pouvoir qu'il ne peut contrôler, sert de modèle à Willow quand elle est confrontée à sa propre attirance pour la magie noire.

### La répression misogyne du pouvoir des femmes
Pour Lisa M. Vetere, l'émergence de Dark Willow ne vient pas de la haine de soi de Willow, mais au contraire de la manière dont son entourage, en particulier le Scooby Gang, dénigre et étouffe ses compétences magiques, notamment dans Le Démon d'Halloween, afin de la confiner à un rôle de support, quasiment maternel au sein du groupe. Ce dénigrement est pourtant en contradiction avec les compétences réelles de Willow, qui, dans Halloween, Un charme déroutant, Meilleurs Vœux de Cordelia, et Les Deux Visages arrive à avoir confiance en elle et à s'exprimer avec honnêteté justement quand elle abandonne cet idéal de jeune fille modèle. Selon elle, cette condamnation culmine lors que Tara lui demande elle-même d'arrêter la magie au risque de la perdre, demandant ainsi à Willow à choisir entre l'amour et le pouvoir. Vetere avance que c'est cette contradiction qui aboutit aux comportements addictifs de Willow et enfin à l'émergence de Dark Willow ; lorsque la contradiction est résolue, c'est-à-dire quand Alex lui offre son amour inconditionnel, Willow peut alors redevenir elle-même.

### À la recherche d'une identité sexuelle: Willow et Tara

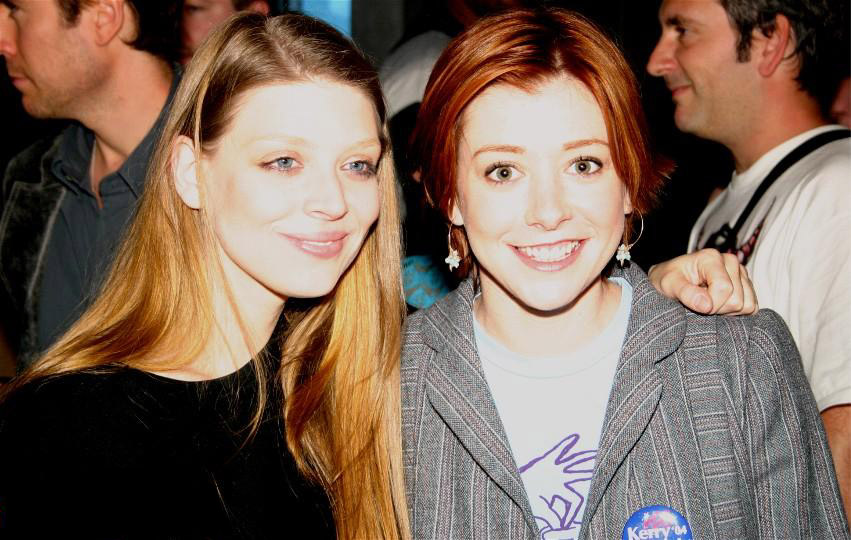
Le couple formé à l'écran par Willow et Tara (interprétée par Amber Benson) a joué un rôle très important dans le cadre d'une représentation positive de la communauté homosexuelle à la télévision américaine.

La relation amoureuse entre Willow et Tara a valu à la série d'être l'objet d'une attention particulière. Joss Whedon et son équipe de scénaristes envisageaient de développer un arc narratif dans lequel l'un des personnages principaux explorerait sa sexualité à partir de la saison 4 mais aucun effort particulier n'avait été fait pour assigner ce rôle à Willow. C'est l'annonce faite par Seth Green qu'il quittait la série et l'arrivée d'Amber Benson qui ont servi de détonateurs. Dans l'épisode Un silence de mort, Willow rencontre Tara et les deux jeunes femmes unissent leur pouvoir en se prenant par la main pour déplacer un distributeur automatique par télékinésie. Cette scène perçue de façon sensuelle à la fois par les producteurs et par Whedon a encouragé ce dernier à développer une romance entre les deux personnages, sans savoir jusqu'où il pouvait aller et ce qu'il pouvait montrer. Deux épisodes plus tard, les deux actrices furent informées que leurs personnages allaient être impliqués dans une relation romantique mais sans savoir quelle trajectoire cette relation prendrait jusqu'à l'épisode Un amour de pleine lune. Whedon a choisi consciemment de mettre l'accent sur la relation privilégiée entre Willow et Tara plutôt que d'identifier clairement Willow comme lesbienne à travers un processus de coming out, certains critiques ayant vu cela comme un échec car cela aurait renforcé le rôle de Willow, tandis que d'autres l'analysaient comme un signe de bisexualité. Dans l'ouvrage Fighting the Forces, une analyse soutient que cette révélation permet aux téléspectateurs de réinterpréter la relation entre Willow et Buffy, notamment le fait que Willow se plaignait régulièrement dans les trois premières saisons de ne pas être une priorité plus importante pour Buffy ainsi que son désir, même après le début de sa relation avec Tara, de se battre aux côtés de Buffy au sein du Scooby-gang.
La progression du personnage de Willow a été notée comme unique à la télévision. Le début de sa relation avec Tara coïncide avec le développement de ses pouvoirs magiques et Jessica Ford, de PopMatters, affirme que la sexualité de Willow et ses pouvoirs sont en connexion directe avec ses relations amoureuses. Quand Willow est amoureuse d'Alex sans que celui-ci ne le remarque elle n'a pas de pouvoirs ; avec Oz, elle commence à les développer, ce qui lui donne la confiance dont elle manque cruellement, mais leur rupture la replonge dans le doute ; et c'est seulement quand elle rencontre Tara que ses pouvoirs s'épanouissent. David Bianculli, du New York Daily News, écrit que la progression de Willow « ne ressemble à rien de ce que j'ai pu voir dans une série de prime-time à la télévision : un personnage évoluant naturellement à travers quatre saisons pour arriver à redécouvrir sa sexualité ». Tous les téléspectateurs n'ont pas réagi de manière positive à la relation entre Willow et Tara et certains fans de la série ont même réagi avec colère, inondant le site officiel de messages injurieux à l'encontre de Tara et d'Amber Benson. Whedon y a répondu de façon sardonique en écrivant qu'ils n'avaient plus à s'inquiéter que Willow soit juive maintenant qu'elle était gay. Alyson Hannigan s'est montrée pour sa part très satisfaite de la manière dont sa relation avec Tara était mise en scène : « Le propos n'est pas de provoquer une controverse ou de faire passer un message.[…] Il s'agit juste de deux personnes qui ont une affection sincère l'une pour l'autre ».
En contraste avec les relations romantiques des autres personnages plus axées sur le côté sexuel, Willow et Tara ont une relation douce et sentimentale. Cela est du en partie à des raisons pragmatiques car la série était restreinte dans ce qu'elle pouvait présenter au public. Il faut attendre l'épisode Orphelines, dans la deuxième moitié de la saison 5, pour les voir échanger leur premier baiser à l'écran, les responsables de la chaîne The WB s'y étant jusqu'alors opposés et Whedon leur ayant signifié que ce baiser « n'était pas négociable ». Avant cela, leur sexualité était représentée par des métaphores ayant trait à la magie, comme le rituel qu'elles réalisent dans l'épisode Une revenante, partie 2 et qui se termine par les halètements et les gémissements de Willow. La magie est en effet représentée dans la série comme un domaine essentiellement féminin, une force liée à la terre dans laquelle les femmes sont plus compétentes. Susan Driver écrit que le jeune public a particulièrement apprécié que le couple soit capable de montrer l'affection qui l'unit sans avoir recours au sexe, ce qui aurait fait d'elles des objets de fantasmes. Pour Driver, l'influence de la relation entre Willow et Tara sur les jeunes téléspectatrices est « remarquable ». Quand la série change de chaîne pour être diffusée sur UPN, il y a moins de censure de la part de la production et Whedon est libre d'oser un peu plus, comme dans l'épisode Que le spectacle commence où il est suggéré visuellement que Willow pratique un cunnilingus sur Tara.
Certains analystes de la série ont toutefois noté que Willow est moins sexualisée que les autres personnages principaux : par exemple, dans les premières saisons, ses goûts vestimentaires (couleur rose) lui donnent un côté enfantin. Elle devient plus féminine dans sa relation avec Tara, qui a elle-même une féminité marquée, ce qui implique qu'il n'y a aucun problème de genre dans leur couple,. Alors que Willow se décrivait comme appartenant à Oz dans sa relation avec lui, les rôles se renversent avec Tara où c'est celle-ci qui affirme lui appartenir. Willow trouve en Tara quelqu'un dont elle est le centre principal d'attention et pour qui elle n'a pas à se sacrifier. Tara, de son côté, remplace Willow en tant que conscience morale du Scooby-gang quand sa compagne commence à privilégier ses pouvoirs à l'éthique et elle devient une figure maternelle pour le groupe. Willow a désormais un rôle intermédiaire entre l'immaturité d'Alex et les responsabilités croissantes de Buffy. Bien que totalement amoureuse de Tara, elle n'hésite pas à la manipuler pour éviter des conflits quand sa compagne ne se conforme pas à ses désirs, ce qui conduit à leur rupture.
Après les protestations du public ayant suivi la mort de Tara, Whedon et son équipe ont pris la décision que Willow devait rester gay. Interrogé dans The Advocate au sujet de la possibilité d'une relation de Willow avec un homme, Whedon a répondu : « Si nous faisons cela, nous serons brûlés vifs. Et non sans raison. Nous ne pouvons pas laisser Willow dire « Oh je suis guérie maintenant ». […] Elle restera gay ». Kennedy, la relation suivante de Willow, est toutefois radicalement différente de Tara. Elle est plus jeune, n'hésite pas à dire ce qu'elle pense et poursuit agressivement un rapport de séduction avec Willow, qui hésite à s'impliquer dans une nouvelle relation.

## Influence culturelle
« Willow Rosenberg est sans aucun doute le personnage de lesbienne le plus complexe à avoir été développé dans une série télévisée diffusée sur une chaîne nationale. »

— Susan Driver, Queer Girls and Popular Culture (2007), 
La religion et la sexualité de Willow ont fait d'elle un modèle pour une partie du public de la série. Joss Whedon a toutefois fait remarquer que sa confession juive, tout comme son identité sexuelle, n'avait été que rarement mis en avant par la série. Willow se borne en effet à rappeler de temps en temps sa religion aux autres personnages et à faire des commentaires sur les fêtes et les symboles chrétiens comme Noël ou les crucifix. L'essayiste Matthew Paterman a critiqué ce parti pris de la série de présenter l'identité juive de Willow seulement pour la mettre en opposition aux traditions chrétiennes. À l'inverse, le New York Times la cite en exemple en tant que représentation positive d'une femme juive qui s'oppose aux portraits dépeignant les femmes de cette confession comme dures, peu féminines et superficielles.
Dans son livre Queer Girls and Popular Culture, Susan Driver déclare que la télévision influence les téléspectateurs à propos des idées qu'ils se font sur l'apparence et la personnalité que doit avoir une lesbienne et que les représentations réalistes de personnages féminins en dehors de la norme « blanche, hétérosexuelle et de classe moyenne ou supérieure » sont extrêmement rares. Quand les personnages féminins de séries télévisées explorent leur sexualité, elles passent souvent par une « phase immature d'indécision bisexuelle ». Driver conclut en affirmant que les portraits réalistes de lesbiennes, dont Willow Rosenberg est selon elle le meilleur exemple, sont si rares qu'elles deviennent des modèles forts et donnent un espoir à des jeunes filles limitées par leur environnement immédiat et qui ne connaissent peut-être pas d'autres homosexuels. L'évolution dans le temps du personnage de Willow pour passer d'une adolescente timide à une jeune femme sûre d'elle qui tombe amoureuse d'une autre femme est, au moment où le livre de Driver est publié, unique à la télévision. Manda Scott remarque dans The Herald que l'absence de panique ou de doute de Willow quand elle réalise qu'elle est amoureuse de Tara fait d'elle « le meilleur modèle qu'une adolescente s'interrogeant sur sa sexualité puisse avoir ».
Quand le public de Buffy a réalisé que Willow était amoureuse de Tara, Whedon se souvient avoir reçu des lettres et des courriels de fans le menaçant de boycotter la série mais aussi que, pour chaque message négatif, il y en avait un autre pour dire « Vous m'avez rendu la vie beaucoup plus facile car j'ai désormais un personnage de télévision à qui je peux me rattacher ». Des personnages homosexuels avaient déjà été représentés à la télévision et le populaire sitcom Will et Grace avait commencé à être diffusé en 1998. En 2000, le téléfilm Sex Revelations remportait un Emmy Award et on dénombrait 23 séries télévisées dont au moins l'un des personnages était homosexuel. Toutefois, tous ces personnages étaient désexualisés car aucun n'avait de partenaire ou n'éprouvait une affection constante envers la même personne. La relation romantique à long terme entre Willow et Tara a ainsi fait de ces deux personnages le premier couple lesbien de la télévision américaine. Le magazine Jane a acclamé Willow et Tara pour représenter avec audace une relation homosexuelle de façon normale, remarquant qu'on ne retrouvait pas dans Will et Grace le genre de détails réalistes représentés dans Buffy. Malgré les intentions initiales de Whedon de ne pas aborder frontalement ce genre de questions dans Buffy, il remarque que l'exploration de la sexualité de Willow « s'est avérée être l'une des choses les plus importantes que nous ayons réalisées dans la série ».
Bien que les scénaristes et les producteurs de Buffy aient reçu des réactions négatives après que Willow eut choisi Tara au détriment de Oz, ce n'était rien en comparaison du torrent de critiques s'étant abattu sur Whedon à la suite de la mort de Tara et l'accusant notamment d'homophobie. La mort de Tara survenant au moment où elle venait de se réconcilier avec Willow et peu après une relation sexuelle entre elles, de nombreuses personnes ont cru y voir un message selon lequel le sexe entre lesbiennes était puni par la mort. La scénariste et productrice Marti Noxon, dont la mère est tombée amoureuse d'une autre femme alors qu'elle-même avait 13 ans, s'est déclarée bouleversée par ces réactions, expliquant néanmoins que la colère exprimée par les téléspectateurs était une réaction logique au manque de portraits réalistes de lesbiennes pouvant servir de modèles à la télévision.
Alyson Hannigan a remporté pour son rôle le Saturn Award de la meilleure actrice de télévision dans un second rôle en 2003 et a été nommée dans la même catégorie en 2001 et 2002. Elle a également été nommée pour le Satellite Award de la meilleure actrice dans un second rôle pour une série dramatique en 2003. En 2008, Willow Rosenberg est classée deuxième, derrière Samantha Stephens, du Top 20 des sorcières à la télévision organisé par AOL. En 2010, le magazine SFX classe le double vampirique de Willow à la 32e place de son Top 50 des vampires au cinéma et à la télévision.
Patrick Krug, un biologiste de l'Université d'État de Californie à Los Angeles, a nommé une espèce de limace de mer présentant des traits de flexibilité sexuelle qu'il a découverte en 2007 Alderia willowi, en partie d'après le nom de sa grand-mère et en partie d'après le personnage de Willow Rosenberg.